# Хом'ячок тибетський
Тибе́тський хом'ячо́к (Cricetulus tibetanus) — вид роду Хом'ячок. Цей вид живе тільки в Китаї, у провінції Цінхай на площі понад 20 000 км². Проживає у високогірних луках, чагарникових болотах, і відкритому степу.